# Kanton Saint-Michel-de-Maurienne
Kanton Saint-Michel-de-Maurienne (francouzsky Canton de Saint-Michel-de-Maurienne) je francouzský kanton v departementu Savojsko v regionu Rhône-Alpes. Tvoří ho šest obcí.

## Obce kantonu
- Orelle
- Saint-Martin-d'Arc
- Saint-Martin-de-la-Porte
- Saint-Michel-de-Maurienne
- Valloire
- Valmeinier